# Digital Spy

Původní logo užívané v letech 1999 až 2013

Digital Spy jsou britské kulturní internetové stránky založené roku 1999. Věnují se podávání zpráv z oblasti filmu, hudby, televize a showbyznysu. Kromě novinových článků zde pravidelné vycházejí recenze na filmy, divadlo a koncerty. Vedle publicistických článků se zde také nachází fórum spuštěné v březnu 2000, které dává čtenářům možnost diskutovat o různých tématech. Dne 9. dubna 2008 bylo oznámeno, že byl web odkoupen společností Hachette Filipacchi Médias, což je dceřiná společnost časopisového vydavatele Lagardère Group. Dne 1. srpna 2011 byl web prodán společnosti Hearst Magazines.